# Río de las Juntas
El río de las Juntas es un río del sur de la península ibérica perteneciente a la cuenca hidrográfica del Guadalquivir, que discurre en su totalidad por el territorio del centro-norte de la provincia de Granada y el sur de la provincia de Jaén (España). 

## Curso
El río de las Juntas nace en la sierra de Montillana, en el término municipal de Noalejo, y en su cabecera recibe algunos arroyos procedentes de la sierra del Trigo. Su cauce realiza un recorrido de unos 23 km, primero en dirección nordeste-suroeste hasta el paraje del Llano de las Vegas, donde gira en dirección sureste hasta su desembocadura en el embalse de Colomera después de atravesar la localidad de Benalúa de las Villas. En el mencionado embalse confluye con el río Colomera, del que es afluente. 